# 奧博加鄉
44°25′N 24°06′E / 44.417°N 24.100°E
奧博加鄉（羅馬尼亞語：Comuna Oboga, Olt），是羅馬尼亞的鄉份，位於該國南部，由奧爾特縣負責管轄，面積15平方公里，海拔高度147米，2007年人口1,497，人口密度每平方公里102人。